# Pasquale Perna
Pasquale Perna (Torre Annunziata, 19 maggio 1969) è un ex pugile italiano, è stato campione d'Italia Professionisti dei pesi welter e dei pesi superleggeri.

## Carriera

### Dilettante
Pugile della Boxe Vesuviana di Torre Annunziata fin dal 1978, da dilettante ha al suo attivo un solo match, quello del 6 febbraio 1987, perso ai punti contro l'irlandese Eamonn Loughran.

### Professionista
Ha fatto il suo esordio tra i professionisti il 10 giugno 1990, battendo ai punti il tunisino Fathi Kaabi sul ring di Casoria.

Dopo aver disputato una ventina di incontri, in cui riporta 19 vittorie e due sole sconfitte, il 22 aprile 1994, sul ring di Trecase conquista il suo primo titolo italiano nella categoria dei pesi superleggeri contro Maurizio Tralongo. Difende e conserva il titolo per tre volte, contro Massimo Bertozzi (23/07/1994), Mauro Corrente (14/12/1994) e Bruno Vottero (08/04/1995). Il 18 luglio 1995 tenta l'assalto al titolo europeo della stessa categoria di cui è campione d'Italia, ma sul ring di Val Thorens perde ai punti contro il francese Khalid Rahilou.

Passato ai welter, il 17 agosto 1996 sfida per il titolo italiano Alessandro Duran, ma è sconfitto per KOT.

Il 19 marzo 1997 ritenta l'assalto al titolo italiano dei welter, laureandosi campione d'Italia battendo per KOT Vittorio Emanuele Barbante sul ring di Afragola. Difende il titolo italiano dagli assalti di Bruno Vottero, Vittorio Emanuele Barbante e Francesco Pernice per tutto il 1997.

Resosi vacante il titolo europeo dei welter, sul ring di casa di Torre Annunziata sfida il russo Maxim Nesterenko rimediando una sconfitta per KOT a causa di una ferita.
Il 19 dicembre 1998 si conferma campione italiano dei welter contro Michele Orlando, così come nel match del 4 marzo 1999 contro Michele Cusumano dal quale aveva subito un KOT per ferita nel giugno del 1996. Il successivo 13 maggio deve cedere la corona a Carlo Brancalion sul ring di Padova per KOT. A Battipaglia il 24 marzo 2000 riconquista il titolo italiano contro Michele Orlando, difendendolo a Bergamo il 23 giugno contro Luca Messi per poi riperderlo ai punti il 7 ottobre ancora contro Orlando.

Il 3 novembre sul ring di Terzigno sconfigge ai punti il colombiano Alvaro Moreno Gamboa conquistando il titolo intercontinentale WBU dei pesi welter, vincendo ai punti su 10 riprese.

Il 16 novembre 2001, sfida per il titolo italiano dei pesi superwelter l'imbattuto Simone Rotolo, rimediando una sconfitta ai punti su 10 riprese. Ritenta l'assalto ai superwelter, ma sarà ancora Rotolo a sbarrargli la strada per KOT il 3 maggio 2002, data del suo ritiro dall'attività agonistica.